# Webcare
Webcare is het beleid van een bedrijf om actief te reageren op uitlatingen over dat bedrijf in sociale media, bijvoorbeeld van consumenten die vragen of klachten hebben. Sommige bedrijven en organisaties schakelen externe partijen in om hun online reputatie in de gaten te houden. Deze partijen bekijken en analyseren wat er over een bedrijf, product of organisatie op sociale media, blogs en fora wordt gezegd.
Het doel van webcare is onder andere imagoschade voorkomen en producten onder de aandacht brengen wanneer een consument aangeeft op zoek te zijn.